# Villa Fiasko
Villa Fiasko is een cakewalk in het Nederlandse Attractiepark Toverland.
Villa Fiasko staat in het oosten van het indoor themagebied Wunder Wald direct bij de verbindingsroute met het themagebied Land van Toos. De cakewalk is gethematiseerd naar een woning. Zo kunnen bezoekers over het balkon lopen waarop zich een lopende band bevindt of een bewegende trap oplopen.
Villa Fiasko werd geopend in 2004, tegelijkertijd met de opening van het themagebied Magic Forest (tegenwoordig Wunder Wald) onder de naam Villa Fiasco. Villa Fiasko was de eerste gethematiseerde attractie van het park. Vanaf het begin kampte de attractie met technische problemen en werd het later gerenoveerd door ETF ride systems. Begin 2015, toen het attractiepark meer bekendmaakte over de attractie Maximus' Blitz Bahn, werd Villa Fiasko betrokken bij het achtergrondverhaal van de attractie. Zo zou de hoofdpersoon, Maximus Müller, van de Blitz Bahn in zijn jeugd in Villa Fiasko opgegroeid zijn. In maart datzelfde jaar werd de attractie hernoemd naar Villa Fiasko en kreeg de attractie een nieuwe soundtrack gecomponeerd door IMAscore.
Lijst van attracties in Attractiepark Toverland · Afbeeldingen